# Hawajka żółtorzytna
Hawajka żółtorzytna (Drepanis pacifica) – wymarły gatunek ptaka z rodziny łuszczakowatych (Fringillidae). Występował endemicznie na Hawajach.
Gatunek znany tylko z największej wyspy archipelagu – Hawaiʻi, jednak mógł występować także na sąsiednich wyspach.
Mierzył ok. 23 cm długości. Upierzenie błyszczące, czarne z żółtymi piórami na udach i ogonie oraz małą żółtą łatą na skrzydłach. Ogon czarny z białymi łatami i smugami. Dziób długi, czarny, zakrzywiony. Nogi ciemnoszare lub czarne.
Był ptakiem płochliwym, żyjącym w gęstym lesie. Żywił się nektarem roślin z rodziny lobeliowych, które mają zagięte, rurkowate kwiaty. Jego głos przypominał długie, zawodzące gwizdanie.
Gatunek został pierwszy raz opisany przez Europejczyków (wcześniej znany tubylcom) prawdopodobnie podczas trzeciej, ostatniej podróży Jamesa Cooka. Zebrano wtedy 3 okazy, z czego 2 trafiły do kolekcji Sir Ashtona Levera (Museum Leverianum), następnie zostały one zakupione w 1806 r. przez Muzeum Historii Naturalnej w Wiedniu (Naturhistorisches Museum), gdzie zachowały się do dziś. Ostatni okaz zakupił Coenraad Temminck w 1819 r. na aukcji Williama Bullocka.
Jasne, żółto-złote pióra hawajki żółtorzytnej były cenionym elementem strojów hawajskiej rodziny królewskiej – był to symbol szlachectwa. Ocenia się, że do zrobienia słynnej peleryny pierwszego króla Hawajów – Kamehamehy I użyto złotych piór aż 80 tysięcy ptaków. 
Ostatnie osobniki zanotowano w 1898 r. w pobliżu Hilo i w 1899 r. w pobliżu Kaumana na wyspie Hawaiʻi. Przyczyn wymarcia tego gatunku mogło być kilka. Wśród najważniejszych wymienia się polowania dla cennych piór, utratę środowiska naturalnego i choroby przywleczone przez inwazyjne gatunki obce.

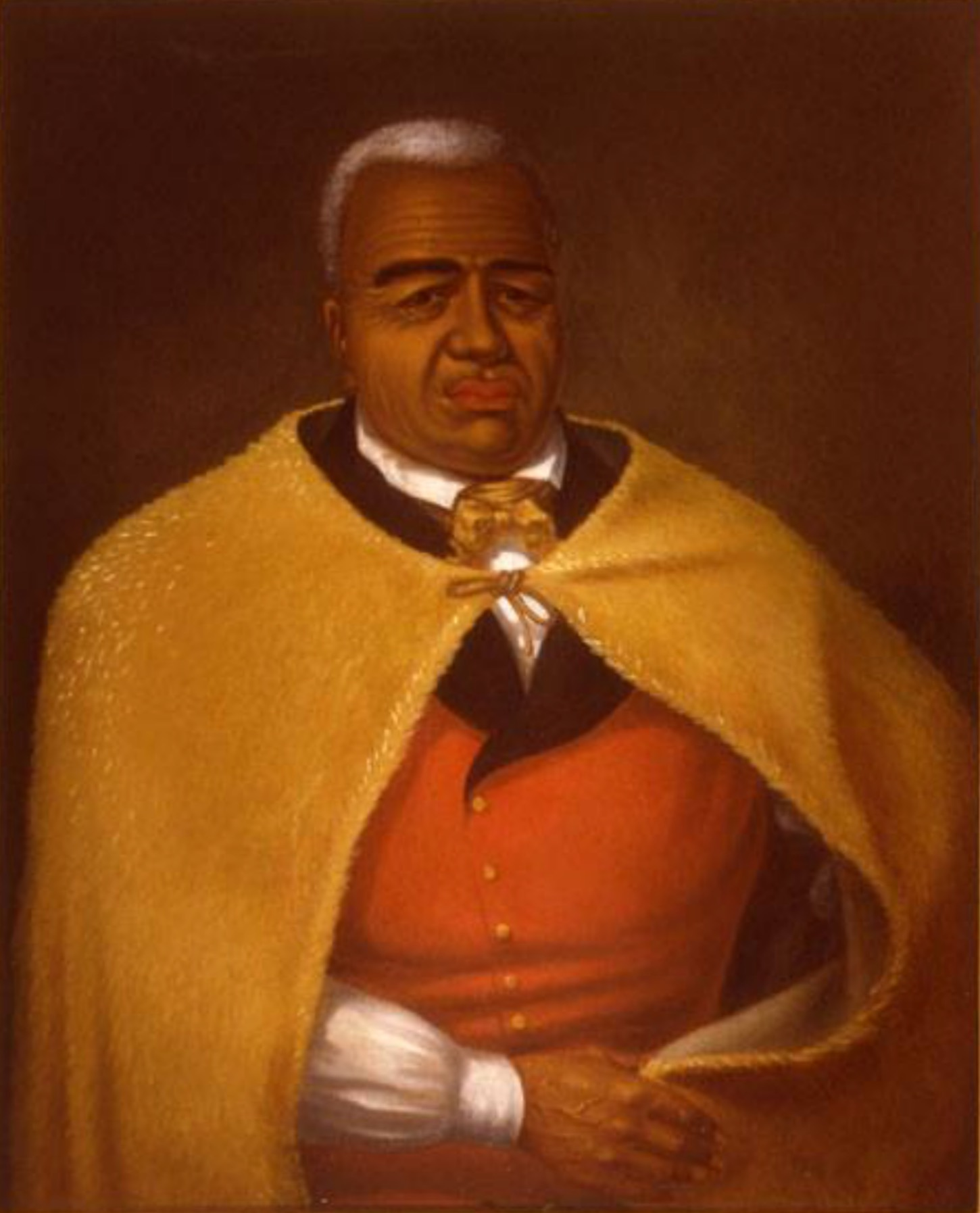
Król Kamehameha I w pelerynie z piór hawajki żółtorzytnej